# Edmond Colmet de Santerre
Edmond-Louis-Armand Colmet de Santerre, né à Paris le 26 janvier 1821 et mort à Paris le 28 décembre 1903, est un jurisconsulte français.

## Biographie
Edmond Colmet de Santerre appartient à une famille de la vieille bourgeoisie parisienne, son père est avoué à la Cour royale. Il fait ses études au lycée Charlemagne, puis à la Faculté de droit de Paris. En 1841, il obtient sa licence de droit et exerce comme avocat à la Cour royale de Paris. Nommé professeur suppléant à partir de 1850 à la Faculté de droit de Paris, il enseigne successivement le droit romain, le droit commercial, le droit civil. Il devient en 1863 titulaire de la chaire de Code Napoléon. Il est nommé doyen à partir de 1887. Il est élu membre de l'Académie des sciences morales et politiques en 1888.
Il est nommé chevalier dans l'Ordre de la Légion d'honneur par décret du 14 août 1867 et promu officier par décret du 12 juillet 1891. Il est également officier de l'Instruction publique.

## Distinctions
- Officier de l'Instruction publique
- Officier de la Légion d'honneur (1891)

## Publications
Tous ses travaux ont porté sur le droit civil. Il est le continuateur du Cours analytique du Code Napoléon d'Antoine Marie Demante, d'abord intitulé Cours analytique du Code civil et paru en neuf volumes entre 1849 et 1884, et l'auteur d'un Manuel élémentaire de droit civil, paru en trois volumes en 1882.